# Mitropolstvo Crnogorsko
Koncem 15. stoljeća nastala je Crnojevića država, a Crnogorci su potpali pod Osmanlijsko Carstvo.
Ime države je bilo Mitropolstvo Crnogorsko.
Od 1697. godine kada je Općecrnogorski zbor za vladiku izabrao Danila Petrovića Njegoša, rodonačelnika dinastije Petrović Njegoš, počinje organizirana borba za političko i vjersko jedinstvo zemlje, često podijeljene plemenskim sukobima i islamizacijom pučanstva. Tih godina pravoslavni Crnogorci provode sustavno pokrštavanje i zatiranje domaćih muslimana, genocidnog tipa, upamćeno pod nazivom istraga poturica.
Dolaskom izaslanika ruskog cara Petra I. Romanova u Crnu Goru 1711. i putovanjem Danila u Petrograd uspostavljene su bliske političke veze između Crne Gore i Carske Rusije koje će uz povremena zahlađenja trajati do ruske revolucije 1917. godine. Istodobno je taj dolazak izaslanika i putovanje vladike predstavlja priznanje Crno Gore. 
Sljedeće godine, 1712. odigrala se bitka protiv snaga bosanskog vezira Ahmet-paše na Carevom lazu, događaj koji je u narodno pamćenje ušao kao jedna od najvećih pobjeda u ratnoj povijesti Crnogoraca.
Suprotno dotadašnjim običajima o biranju vladika Danilo donosi odluku da nasljednik bude iz njegove obitelji. Kako se vladika nije mogao ženiti i imati djecu kao nasljednika odabire 1735. bratovog sina – Savu Petrovića Njegoša. 
U prvom dijelu svoje vladavine, Sava će na položaj vladike on će uzdići svog brata Vasilija koji se prije svega bavio vanjskom politikom. U svojim pismima ili putovanjima Vasilije će mnogo puta tražiti pomoć Rusije u stvaranju crnogorskog školstva, dok će on sam na kraju postati prvi povjesničar Crne Gore sa svojom knjigom "Istorija Crne Gore" (tiskana 1754. godine). Njegov najznačajniji politički uspjeh postaje susret s ruskom caricom i prijestolonasljednikom Petrom III. također 1754. godine.
- Danilo Petrović Njegoš
- Sava Petrović Njegoš
- Vasilije Petrović Njegoš
- Sveti Petar Cetinjski
- Petar II. Petrović Njegoš

Nakon Vasilijeve smrti najvažniji događaj tijekom vladavine Save (koji ponovno sam vlada) postaje osmanlijsko ukidanje Pećke Patrijaršije 1766. godine. I od toga perioda Pravoslavna crkva u Crnoj Gori je i de facto i de iure autokefalna.
Nedugo potom u Crnoj Gori se pojavljuje Šćepan Mali, koji uspijeva ujediniti crnogorska plemena, predstavljajući se kao ruski car Petar III. Šćepan je, pored ostarjeloga vladike Save, vladao Crnom Gorom od 1767. godine. Njegov dolazak je izazvao pohod osmanlijske vojske na Crnu Goru. 
Godine 1773. Osmanlije potplaćuju jednog Šćepanovog slugu koji ga ubija. Nakon njegove smrti, ponovno nastupa plemenska anarhija.
Vladika Sava, kratko vrijeme prije svoje smrti, 1781. za svog nasljednika izabire Arseniju Plamenca.
Nakon smrti Arsenija 1784. vlast će se vratiti u ruke dinastije Njegoš izborom Petra I. Petrovića Njegoša za novog vladiku.
Petar I. će po smrti biti kanoniziran kao Sveti Petar Cetinjski i jedna je od najvećih, ako ne i najveća, ličnost crnogorske nacionalne povijesti.
U srpnju i rujnu 1796. u bitkama na Martinićima, spcijalno u Bici na Krusima je posječena osmanlijska vojska. U bitkama je Petar predvodio Crnogorce sa sabljom i križom u rukama. Vezir Mahmut-paša je tijekom borbi zaklan a glava mu je, kao strašni simbol crnogorske pobjede, za osvetu odsječena i donesena u Cetinjski manastir koji je bio 1785. spalio. Od tada su sastavnim dijelom crnogorske države postali Bjelopavlići i Piperi.
Na Crnogorskom zboru u Manastiru Stanjevići 1798. je donesen Zakonik opšči crnogorski i brdski sa 16 članaka a dopunjen je 1803. s još 17 članaka. Godine 1798. je također oformljeno Praviteljstvo suda crnogorskog i brdskog. Time je, skupa s u Zakoniku inkorporiranom Stegom, udaren pravni temelj crnogorskoj državi. 
Osobni je tajnik Petrov bio, od 1785. do 1804. Dolči de Vicković, katolički svećenik iz Dubrovnika.
- Sveti Petar Cetinjski
- Petar II. Petrović Njegoš

1802. austrijske su okupacione vlasti u Boki kotorskoj Dolčija smatrale glavnim organizatorom pobuna slavenskog pučanstva na tom području, te su o tome izvjestile Rusiju, navodeći da je Dolči u urotničkoj vezi s austrijsko-ruskim zajedničkim neprijateljem Napoleonovom Francuskom. Optužbe su dodatno osnažene pritiskom u pismu Crnogorcima što ga je uputio Sveti Sinod Ruske crkve s optužbama da Petar uzgaja "latinsku jeres" i prijetnjom kako će Ruski sinod u Crnu Goru postaviti novoga arhijereja.
Praviteljstvo suda crnogorskog i brdskog se 3. srpnja 1804., obratilo pismima ruskom caru i ruskom Ministarstvu vanjskih poslova, istaknuvši potpunu neovisnost i samostalnost Crne Gore spram Rusije, kako u crkvenom tako i u državnom pogledu. Gašenjem Pećke patrijaršije 1766. godine, “naš gospodin Mitropolit ostao (je) po sebi u ovdašnjoj crkvi u nezavisnosti ikakvoj vlasti kao drugi arhijereji”, da “od najstarijeg vremena vjeru hrišćansku nijesmo od Rusa, nego od Grka primili”, te da “mi narod crnogorski i brdski ne stojimo pod podanstvom Ruske imperije, nego samo pod moralnim pokroviteljstvom. Takav stav, također, bjelodano svjedoči i o tadašnjoj samostalnosti (autokefalnosti) Crnogorske crkve. 
Još od 1797. i propasti Mletačke Republike nastojao je Petar I. pripojiti Boku kotorsku i crnogorsko priobalje oko Budve. Petar I. je doista oslobodio Budvu, no ubrzo se, pod inozemnim pritiskom, morao outda povući i prepustiti je Austriji.
1806. se, na poziv Rusije, uključio u borbu protiv Napoleonovih trupa koje su bile prodrle i u Boku kotorsku. Ni ovoga puta nije bilo uspjeha jer su Crnogorci pretrpjeli poraz. 
Konačno, rujna 1813. godine, Petar je uništio francuske postrojbe u Boki kotorskoj, izuzev utvrde u Kotoru. Oslobodio je Perast, Risan, Herceg Novi, nad kojima se zaviorio crnogorski Alaj-barjak, te stigao s kombiniranim crnogorsko-bokeljskim postrojbama podno Dubrovnika u kojem su se Francuzi utvrdili. U prosincu 1813. predala se i francuska posada u Kotoru. 
Ujedinjenje Crne Gore i Boke proglašeno je 29. listopada 1813. godine u Dobroti, kod Kotora.
No, Bečki kongres je 1814. – 1815. odlučio da Boka kotorska pripadne Austriji.
Tijekom crnogorsko-francuskih oružanih sukoba Napoleon se interesirao za Petra i Crnogorce. On je 28. siječnja 1808. godine, iznenađen vijestima o teškim borbama s crnogorskim postrojbama, pisao francuskom guverneru Dalmacije:
"Držite agenta uz crnogorskog vladiku i nastojte pridobiti toga čovjeka".
Opet je Napoleon 9. veljače 1808. istim povodom pisao:
"Kako to da i nikada ne pišete o Crnogorcima? Ne treba biti krut; treba među njih ubaciti agente radi pridobijanja prvaka te zemlje".
1820. je na Morači poražena Džalaludin-pašina vojska i od tada su plemena Rovca i Moračani, znatni dijelovi Crnogorskih Brda postali dijelom slobodne i neovisne crnogorske države.
Tijekom vladavine, Petar I. je imao snažnu oporbu u plemićkoj obitlji Radonjića, koji su bili guvernaduri.
Za nasljednika je Petar I. odredio svoga sinovca Radivoja Tomova Petrovića, kasnije Petra II. Petrovića Njegoša. Umro je Petar na blagdan Lučindan, 31. listopada 1830. godine.
Njegov nasljednik, Petar II., 1831. osniva Senat i Gardu (Gvardiju) – kao kombinirane organe sudske, upravne i izvršne vlasti. Za upravitelje nahija postavlja kapetane. 
Godine 1832. ukida guvernadurstvo. Na Cetinju 1834. osniva tiskaru i školu u oslobođenom dijelu Crne Gore. Putuje u dva navrata u Rusiju: 1833., kada je zavladićen i 1837.
Nagovarao je Kneževinu Srbiju da zajedno poduzmu akciju za oslobođenje Bosne i Hercegovine od Turaka. Godine 1841. postigao je jedan diplomatski uspjeh kada je Crna Gora riješila probleme razgraničenja s Austrijskim Carstvom
1848. Njegoš je bio u vezi s hrvatskim banom Josipom Jelačićem i nudio mu je, preko Jelačićevoga guvernera Dalmacije vojnu pomoć od 2.000 Crnogoraca. U pismu od 17. studenog 1848. Njegoš guverneru Dalmacije piše:
"Istina je da su Crnogorci spremni da budu u pomoći svojoj braći Hrvatima, jedno po jedinoplemenosti, a drugo po njihovoj prirođenoj naklonosti vojničke trudove snositi".